# Лю Ялоу
Лю Ялоу (кит. трад. 劉亞樓, упр. 刘亚楼, пиньинь Liú Yàlóu, апрель 1910 — 7 мая 1965) — генерал НОАК, первый главнокомандующий ВВС НОАК.

## Биография
Лю Ялоу родился в уезде Упин Тинчжоуской управы провинции Фуцзянь. В августе 1929 года в горах Цзинганшань вступил в КПК. Участвовал в отражении карательных походов гоминьдана, ветеран Великого похода. В 1939—1941 годах обучался в СССР в Военной академии имени М. В. Фрунзе, принял участие в Великой Отечественной войне (в частности, написал заметки о Сталинградской битве). В августе 1945 года вернулся в Китай и стал начальником штаба Северо-восточной армии, возглавляемой Линь Бяо.
В 1949 году, после образования КНР, Лю Ялоу стал первым главнокомандующим свежесозданных ВВС НОАК.
Скончался от рака печени.